# M25.1 (Joegoslavië)
De M25.1 of Magistralni Put 25.1 was een hoofdweg in de voormalige Socialistische Federale Republiek Joegoslavië die langs de oever van de Donau in Servië liep. De weg takte bij Novi Sip van de M25 af en liep daarna via Golubac en Veliko Gradište naar Požarevac, waar de weg aansloot op de M24.
Na het uiteenvallen van Joegoslavië kwam de weg in het nieuwe land Servië te liggen. De weg behield het nummer M25.1.
M1 · 
M1.1 · 
M1.2 · 
M1.3 · 
M1.4 · 
M1.5 · 
M1.6 · 
M1.7 · 
M1.8 · 
M1.9 · 
M1.10 · 
M1.11 · 
M1.12 · 
M1.13 · 
M1.14 · 
M2 · 
M2.1 · 
M2.2 · 
M2.3 · 
M2.4 · 
M3 · 
M3.1 · 
M3.2 · 
M3.3 · 
M4 · 
M4.1 · 
M4.2 · 
M4.3 · 
M5 · 
M6 · 
M6.1 · 
M7 · 
M7.1 · 
M8 · 
M9 · 
M9.1 · 
M10 · 
M10.1 · 
M10.2 · 
M10.3 · 
M10.4 · 
M10.5 · 
M10.6 · 
M10.7 · 
M10.8 · 
M10.9 · 
M10.10 · 
M11 · 
M11.1 · 
M11.2 · 
M12 · 
M12.1 · 
M12.2 · 
M12.3 · 
M13 · 
M14 · 
M14.1 · 
M14.2 · 
M15 · 
M16 · 
M16.1 · 
M16.2 · 
M16.3 · 
M16.4 · 
M17 · 
M17.1 · 
M17.2 · 
M17.3 · 
M18 · 
M18.1 · 
M19 · 
M19.1 · 
M19.2 · 
M19.3 · 
M20 · 
M21 · 
M21.1 · 
M22 · 
M22.1 · 
M22.2 · 
M22.3 · 
M23 · 
M23.1 · 
M24 · 
M24.1 · 
M25 · 
M25.1 · 
M25.2 · 
M25.3 · 
M26 · 
M26.1 · 
M27 · 
M28 · 
M29